# Tirà cendrós
El tirà cendrós (Knipolegus striaticeps) és un ocell de la família dels tirànids (Tyrannidae).

## Hàbitat i distribució
Habita espesures de matolls de l'est i sud-est de Bolívia, sud del Brasil, Paraguai i nord de l'Argentina.